# 殉教
殉教，又稱殉道，意指为了宗教或信仰而不畏迫害和杀戮，以致牺牲生命。

## 基督教

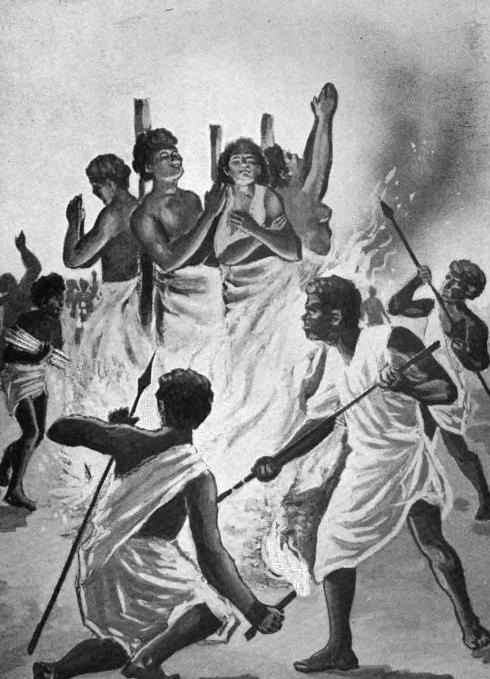
馬達加斯加拉納瓦洛納一世在火刑柱上焚燒基督教烈士的插圖

最初無論是聖經還是世俗界，殉教者（martyr）一詞的意思都是目擊者。其新的意義取自耶穌受難。於是早期基督徒認為是殉道者的原型。
在希臘文裡，「殉道士」（Martyr）的字義是「見證人」（Witness）。後來基督教採用了此詞彙以描述那些因懷抱信仰而受到苦難或死亡的人，逐漸建立起了這個獨特的群體。這種殉道行為幫助後人知道該如何表明信仰的底線，是以可見的方式向同時代的人表明了不可見的信仰世界。 
殉道士源於初代教會的時代，羅馬政權勢力籠罩多國，羅馬帝國宗教與基督教信仰之間形成重大的張力，成為早期基督教遭遇迫害的根本原因。當時遍佈於社會生活各個方面的帝國宗教與偶像崇拜，使基督徒無法適從，也不能違背基督教的信條，導致自己與羅馬社會格格不入。舉例來說，他們不參軍、不參加公眾活動，因而成為羅馬社會的邊緣群體。在這個局面下，其實並非所有基督徒都會遭受處死。羅馬人對基督教的迫害，因襲其在鎮壓帶有叛亂傾向的異族本土崇拜（paganism）時行之有效的方式，即將首領逮捕並處死。因此，早期基督教殉道士主要是主教或知名的基督徒，例如安提阿的主教伊格那修被送至羅馬餵野獸。長達2個半世紀基督徒受盡迫害，這些殉道者的紀錄都被初代教會好好保存著，何年何日殉道代表著離世升天與主同在，甚至有些教會在殉道者的周年紀念的時候在他們的墓穴舉行慶祝。
「剷除得越多， 我們長得越茂盛。殉道者的血是教會的種子。」這句話是出自拉丁教父特土良（Tertullian ），是他對殉道者的形容，因著他具有基督教神學家及護教士的身份，使他的著作對後世影響相當深遠。早期教會的殉道者也聲稱，上帝真實存在於他們的生命中。他們呼喚其他人成為耶穌的同伴，而且無論旁人如何以暴力手段挑戰其信仰，他們依舊心懷虔誠，直到生命的最後一刻。 

### 天主教
天主教认为第一个为教会殉教的基督徒是斯德望，圣经宗徒大事錄中记载，他因为传讲耶稣基督是默西亞被犹太人用石头砸死。但是天主教教義著重尊重生命，更反对用[[昂昂自杀的方式来表现对信仰的维护。這原意原则上要避免不必要的生命冒险。但是教義中又強調基督徒不应以言行「为主作证为耻」。基督徒認為殉教者是为死而复活的基督作证，他們与基督因爱德而结合，为信仰真理和基督的道理而作证，因勇毅而忍受死亡。
教会將那些为证实他们的信仰而至死不屈的人的记录集合起來，製成殉道录。

### 新教
2007年塔利班挾持韓國人質事件中兩人因為到當地傳教而遇害，因此可以被認為是殉教。在伊拉克被斬首的韓國公民金鮮一也是因為傳播基督教而被殺害。

## 佛教

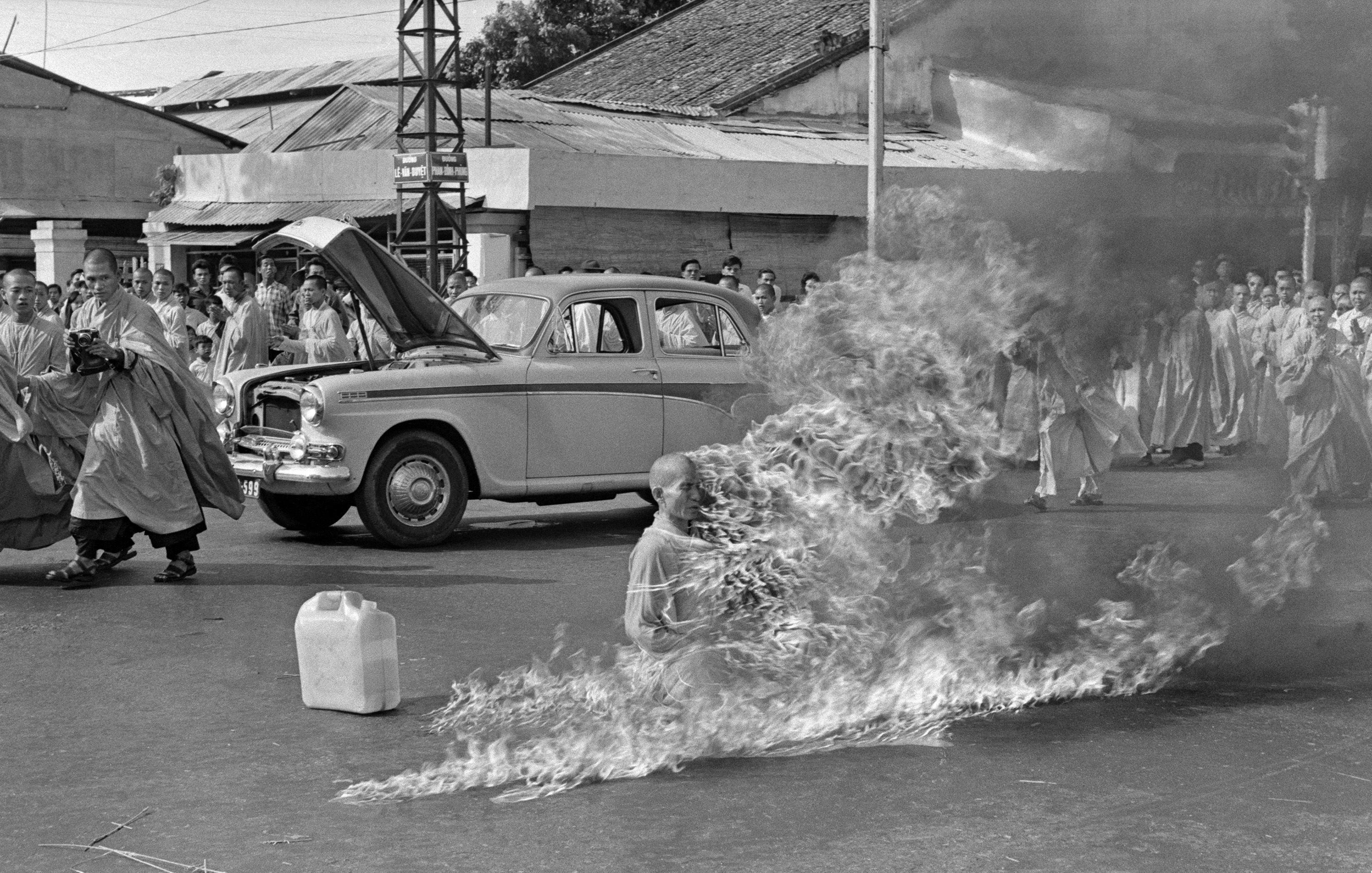
釋廣德在西貢市區自焚，以抗議總統吳廷琰的反佛政策

南越僧人釋廣德是近代最廣為國際所知的佛教殉道者之一，他為了抗議信奉天主教的獨裁總統吳廷琰對國內佛教徒的排擠政策，於1963年6月11日在首都西貢（今胡志明市）市內的一條街道上自焚而死。他的自焚場面被兩名美國記者用錄影和文字紀錄下來，而在越南當地和國際激發了對吳氏政權的反彈，并间接促使了吳廷琰政权被推翻。

## 伊斯蘭教
根據伊斯蘭教義，“舍希德”可升奶蜜河流的天堂。但阿拉伯语“舍希德”一词的本意为“见证者”，因为天灾、疾病、被无辜杀害的人均属于“殉教”的范畴。《古蘭經》第4章74節提及：「誰為主道而戰，以致殺身成仁，或殺敵致果，我將賞賜誰重大的報酬。」
被广泛提及在天堂的人可享用72個處女，则是一个有争议的话题。《古兰经》第五六章（马坚译中文版）“他们将在恩泽的乐园中......还有白晢的、美目的妻子（houris）......我使她们重新生长，我使她们常为处女......”。“72”这个数字见于逊尼派六大圣训集之《提爾密濟聖訓集》第21章“给天堂中的人们的最小奖赏，是一座有8万名奴隶和72位妻子的住所......”，不過該等聖訓被绝大多数圣训学家认为是伪造的。克里斯托夫 · 卢森堡则将houris解读为古叙利亚语词汇，意为“白葡萄干”。同时值得注意的是，在伊斯兰教中，自杀是极大的罪行，是对真主绝望的表现。

## 锡克教
殉道是錫克教的一项基本概念，錫克教的節日大多圍繞錫克教古鲁和錫克教殉道者的生平展開。殉道者被称为沙希德（shaheed，源于阿拉伯语），他们的殉道被視為錫克教徒的典範，對錫克教文化和習俗產生了深遠影響。